# Kanikuly Petrova i Vasetjkina, obyknovennyje i neverojatnyje
Kanikuly Petrova i Vasetjkina, obyknovennyje i neverojatnyje (russisk: Каникулы Петрова и Васечкина, обыкновенные и невероятные, da.: Petrovs og Vasetjkins ferier, almindelige og utrolige) er en sovjetisk spillefilm fra 1984 produceret af Odesse Film Studio og instrueret af Vladimir Alenikov.
Filmen er en børnemusical i to dele. Den havde premiere på den sovjetiske centrale tv-kanal den 28. og 29. juli 1984.

## Medvirkende
- Jegor Druzjinin - Petja Vasetjkin
- Dmitrij Barkov - Vasja Petrov
- Boris Janovskij - Anton
- Gogi Zambahidze - Artjom
- Inna Alenikova - Inna Andrejevna